# Esben Lunde Larsen
Esben Lunde Larsen (født 14. november 1978 på sygehuset i Tarm) er en dansk tidligere politiker. Han var medlem af Folketinget for Venstre i Ringkøbingkredsen i Vestjyllands Storkreds fra folketingsvalget 2011 indtil 1. oktober 2018. Fra 18. juni 2015 til 29. januar 2016 var han uddannelses- og forskningsminister.
Derefter var han miljø- og fødevareminister indtil 2. maj 2018, hvor han trak sig som minister efter at have været involveret i flere uheldige sager.
I juli 2018 offentliggjorde han, at han ville stoppe i folketinget for at arbejde for den amerikanske organisation World Resources Institute i Washington, D.C. I 2021 blev han forfremmet fra at være fellow i WRI til en nyoprettet post som direktør for tro og bæredygtighed.

## Baggrund
Lunde Larsen er søn af landmand Knud Helge Larsen og kontorassistent Anna Grethe Larsen.
Han blev student fra Vestjysk Gymnasium i Tarm i 1998.
Herefter var han 1998-1999 efterskolelærer på Sædding Efterskole, der drives af Luthersk Mission.
Lunde Larsen begyndte sin uddannelse på den norske uddannelsesinstitution Misjonshøgskolen i Stavanger og modtog undervisning ved det private teologiske uddannelsessted Dansk Bibel-Institut 2001-2005 og blev cand.theol. ved Københavns Universitet 2006-2008.
Hans speciale blev trykt i 2009-nummeret af tidsskriftet Nordisk Teologi under titlen Frihedstænkning hos N.F.S. Grundtvig.
I 2008 begyndte han på en erhvervs-ph.d. om Grundtvigs frihedsbegreb, og 14. december 2012 forsvarede han sin ph.d.-afhandling ved Det Teologiske Fakultet på Københavns Universitet.
Hans afhandling udkom i 2013 som Frihed for Loke saavelsom for Thor: N.F.S. Grundtvigs syn på åndelig frihed i historisk og aktuelt perspektiv. I 2012 var Lunde Larsen præst i Bøvling Sogn.

## Politisk karriere
Lunde Larsen meldte sig ind i Venstres Ungdom i 1995.
Han blev valgt ind i byrådet for Ringkøbing-Skjern Kommune i 2006 og blev i 2010 viceborgmester. I byrådet var Lunde Larsen formand for Videnudvalget og næstformand i Økonomi- og Erhvervsudvalget.
Ved folketingsvalget 2011 blev Lunde Larsen valgt ind med 10.183 personlige stemmer. Han blev efter folketingsvalget medlem af Venstres gruppebestyrelse og fik blandt andet posten som Venstres ordfører for Forskning, Innovation og Videregående Uddannelser samt posten som SU-ordfører.
Ved Folketingsvalget 2015 modtog Lunde Larsen 10.834 personlige stemmer fra Vestjyllands Storkreds og blev genvalgt til Folketinget på det tredje af Venstres fem kredsmandater i Vestjylland.

### Minister
Den 28. juni 2015 blev Lunde Larsen uddannelses- og forskningsminister i Regeringen Lars Løkke Rasmussen II. Som minister stod Lunde Larsen for en spareplan på universiteterne på 8,7 milliarder kroner.
Han udtalte da: "Ingen skal bilde mig ind, at de institutioner, der i dag er kornfede, ikke også kan stramme op. Uddannelsesområdet må holde for ligesom andre områder".
29. februar 2016 skiftede han ministerpost til Miljø- og Fødevareministeriet, hvor han afløste partifællen Eva Kjer Hansen. Hans tid som minister blev præget af den såkaldte kvotekongesag, hvor Miljø- og Fødevareministeriet havde undladt at udlevere informationer om indgrebsmuligheder overfor kvotekonger (dvs. store industrifiskere, som råder over omfattende mængder fiskekvoter) til Folketinget, selvom Lunde Larsen som ansvarlig minister flere gange specifikt blev bedt om dem. Lunde Larsen gav skiftende og vildledende oplysninger om indgrebsmulighederne, måtte efterfølgende undskylde flere gange og fik en stor næse af Folketinget. Efterfølgende fik ministeriet frataget fiskeriet som ressortområde.
1. maj 2018 meddelte Lunde Larsen uden nærmere begrundelse på Facebook, at han ville stoppe som minister, og dagen efter blev han afløst af Jakob Ellemann-Jensen på posten. Lunde Larsen fortsatte i Folketinget indtil 1. oktober 2018, hvor han rejste til USA for at arbejde i den amerikanske tænketank World Resources Institute.

## Kontroverser
Esben Lunde Larsen var som minister involveret i en række problematiske sager, der gjorde hans ministerkarriere omblæst, og popularitetsmålinger udråbte ham til regeringens mindst populære minister. Sagen om kvotekongerne, der medførte, at han fik en næse af Folketinget og mistede fiskeriet som ressortområde, var den største. Derudover blev han beskyldt for at pleje sin families særinteresser ved som folketingsmedlem i foråret 2015 at have lagt pres på Trafikstyrelsen i en sag om opførelse af vindmøller i Ringkøbing-Skjern kommune, hvor hans familie havde stor økonomisk interesse i sagen.
Lunde Larsen blev også bebrejdet, at han havde angivet ukorrekte oplysninger på sit CV på Folketingets hjemmeside. Her havde han oprindelig oplyst, at han var indskrevet ved Københavns Universitet fra 2001. Det skete først i 2006, hvorefter han fik merit-overført fire år fra den norske Misjonshøgskolen i Stavanger til Danmark, efter et meritoverførelsesforløb som involverede afviste klager til både dekanen og rektor Ralf Hemmingsen. Efterfølgende rettede han CV'et til.
I efteråret 2015 anmodede Lunde Larsen Københavns Universitet om at undersøge hans erhvervs-ph.d.-afhandling på grund af rygter om, at han havde foretaget plagiering. Ifølge en række eksperter var der fundet eksempler på plagiat i hans afhandling. Københavns Universitets praksisudvalg fandt 19 tilfælde af plagiat i afhandlingen, men vurderede, at alvoren ikke var tilstrækkelig til at konkludere, at ministeren havde handlet mod reglerne om god videnskabelig praksis. Dekanen for Det Teologiske Fakultet krævede efterfølgende, at Lunde Larsen indleverede et rettelsesblad til afhandlingen, som redegjorde for sammenfaldene mellem Lunde Larsens erhvervs-ph.d.-afhandling og hans kandidatspeciale.
Vejlederen på Lunde Larsens erhvervs-ph.d.-afhandling indrømmede senere ikke at have vejledt Lunde Larsen i såkaldt selvplagiat og beklagede forløbet.
Lunde Larsen kom også i modvind, da han på et internt møde med medarbejdere i Miljøstyrelsen udtalte sig skarpt imod aktindsigt-processer med ordene "Jeg mener, det er en sygdom i vores samfund, at der bliver søgt om aktindsigt i alt mellem himmel og jord”. Da udtalelsen blev lækket, kritiserede bl.a. Dansk Journalistforbund og Dansk Folkeparti denne holdning, og Lunde trak i land og udtalte, at han havde forløbet sig.

## Udmærkelser
Den 11. april 2018 blev Lunde Larsen udnævnt til kommandør af Dannebrogordenen.